# Metridia gerlachei
Metridia gerlachei är en kräftdjursart som beskrevs av Giesbrecht 1902. Metridia gerlachei ingår i släktet Metridia och familjen Metridinidae. Inga underarter finns listade i Catalogue of Life.